# سابینا برمن
سابینا برمن گلدبرگ (زادهٔ ۲۱ اوت ۱۹۵۵ در مکزیکوسیتی) نویسنده و روزنامه‌نگار است. آغاز زندگی برمن با مهاجرت والدینش به مکزیک همراه بود. برمن در بیمارستان اسپانیایی مکزیکوسیتی به دنیا آمد، جایی که همراه با دو برادر و یک خواهر بزرگ شد.

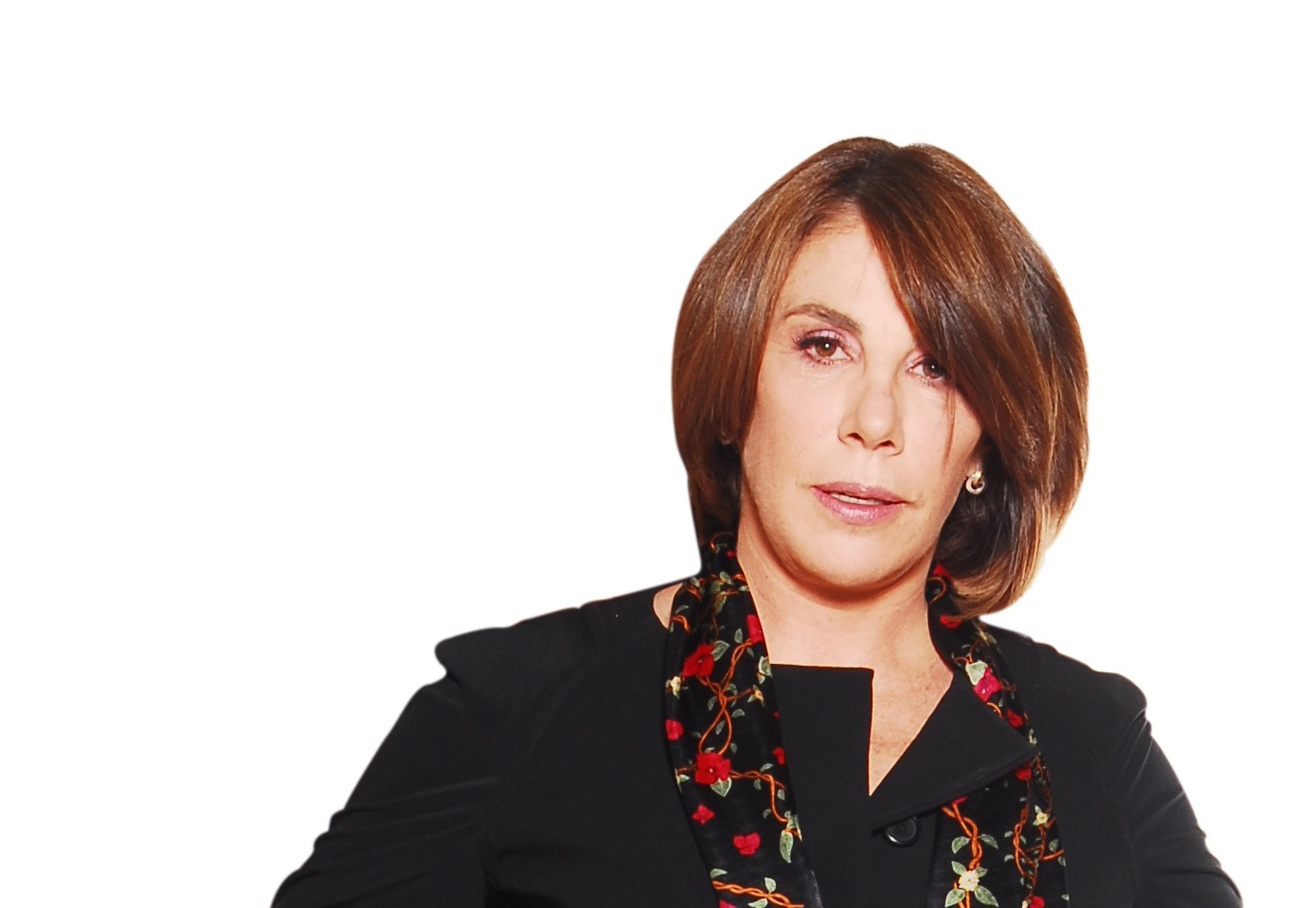
Sabina Berman.

## فهرست آثار
- ال دیوس د داروین [خدای داروین] (۲۰۱۴)
- La mujer que buceó dentro del corazón del mundo [من] (۲۰۱۰)
- Feliz nuevo siglo doktor فروید [اسکیت فروید] (۲۰۰۲)
- مولیر [مولیر] (۲۰۰۰)
- Mujeres y poder، با همکاری دنیس مرکر [زنان و قدرت] (۲۰۰۰)
- La bobe [مادربزرگ] (۱۹۹۷)
- آمانته دو لو آجنو (۱۹۹۷)
- برمن (۱۹۹۵)
- Un grano de arroz [یک دانه برنج] (۱۹۹۵)
- <i id="mwSA">Entre Villa y una mujer desnuda</i> [بین پانچو ویلا و یک زن برهنه] (۱۹۹۵)
- Volar [Fly] (1993)
- En el nombre de Dios [به نام خدا]، اثر منتشر شده در مجله Tramoya (1993)
- مقالات و داستان‌های کوتاه برای بخش فرهنگ هفتگی روزنامه La Jornada (1992)
- La grieta [ترک]، یک نمایشنامه منتشر شده در مجله Tramoya (1992)
- لوناس [ماه]، شعر منثور، (۱۹۸۹)
- Muerte súbita [مرگ ناگهانی]، تئاتر، (۱۹۸۹)
- La maravillosa historia de Chiquito Pingüica [داستان شگفت‌انگیز Chiquito Pingüica]، در گلچین کشتی نوح [El arca de Noé] اثر امیلیو کاربالیدو (۱۹۸۴)
- رومپکابزاس [پازل] (۱۹۸۲)[نیازمند منبع]

## جوایز و تقدیرنامه‌ها
- ۲۰۰۹ حیاط خلوت (Traspatio). مدال نقره جشنواره بین‌المللی فیلم تورنتو. بهترین فیلمنامه جشنواره ایبیزا جایزه روح مستقل برگزیده جشنواره فیلم هاوانا برای بهترین تدوین و بهترین فیلمنامه
- 2008 Premio Nacional de Dramaturgia Juan Ruiz de Alarcón
- جایزه ملی روزنامه‌نگاری ۲۰۰۷ برای مقاله "Las tribulaciones de la fe".
- 2002 Premio Juan Ruiz de Alarcón برای بهترین اثر یک نمایشنامه نویس مکزیکی برای Feliz nuevo siglo doktor فروید
- ۲۰۰۱ جوایز بهترین دراماتورژی از BRAVO و Asociación de Cronistas y Periodistas de Teatro برای Feliz nuevo siglo doktor Freud و همچنین Premio Nacional de Dramaturgia Juan Ruiz Alarcón
- 2000 Premio Nacional de Periodismo برای سریال زنان و قدرت. (به کارگردانی ایزابل تاردان؛ فیلمنامه: سابینا برمن؛ مصاحبه‌ها توسط دنیس مرکر) Premio Nacional María Lavalle Urbina برای عالی کارش در هنر
- 1999 Premio Rodolfo Usigli برای نمایشنامه نویس سال، Premio Nacional de Dramaturgia Juan Ruiz Alarcón و Premio Banquels برای نمایشنامه Molière، که همچنین سه جایزه از Asociación de Críticos (نمایشنامه سال، بهترین نمایشنامه‌نویس، بهترین موسیقی) دریافت کرد.
- 1998 Premio Rodolfo Usigli برای بهترین نمایشنامه نویس سال برای La Grieta
- 1996 Entre villa y una mujer desnuda. بهترین فیلم، جشنواره سینما، پورتوریکو. به عنوان نماینده مکزیک در جوایز اسکار معرفی شد. El árbol de la Música. به عنوان نماینده فیلم کوتاه مکزیک در جوایز اسکار معرفی شد.
- 1995 Entre villa y una mujer desnuda. جایزه جشنواره بین‌المللی فیلم شیکاگو
- 1994 Entre villa y una mujer desnuda. Premio HERALDO، بهترین نمایشنامه سال. جایزه انجمن منتقدان برای بهترین نمایش. شش جایزه از Asociación de Críticos برای بهترین کارگردانی، بهترین بازیگر زن، بهترین بازیگر مرد، بهترین بازیگر نقش مکمل مرد، بهترین بازیگر نقش مکمل زن
- 1991 Los ladrones del tiempo. جایزه انجمن منتقدان برای بهترین نمایش در تئاتر کودک
- ۱۹۸۸ Águila o sol. Premio del Festival Internacional de Teatro Amateur (در کبک)، اجرای شرکت BOCANA
- 1986 El árbol de Humo. Premio Celestino Goroztiza (برای تئاتر کودکان)
- 1983 En el nombre de dios (قبلا Anatema یا HEREJÍA). Premio Nacional de Obras de Teatro
- 1982 La maravillosa historia de chiquito pinguica. Premio Nacional de Teatro para Niños (که توسط Instituto Nacional de Bellas Artes اعطا شده‌است)
- ۱۹۸۱ رومپکابزاس. Premio Nacional de Obras de Teatro (که توسط Instituto Nacional de Bellas Artes اعطا می‌شود)
- لایحه 1979. Premio Nacional de Obras de Teatro (که توسط Instituto Nacional de Bellas Artes اعطا می‌شود)
- لا تیا آلخاندرا پرمیو آریل از Academia de Artes Cinematográficas برای بهترین فیلمنامه. به کارگردانی آرتورو ریپستین[نیازمند منبع]